# Hydrotaea nicholsoni
Hydrotaea nicholsoni är en tvåvingeart som beskrevs av Charles Howard Curran 1939. Hydrotaea nicholsoni ingår i släktet Hydrotaea och familjen husflugor. Inga underarter finns listade i Catalogue of Life.